# 木屋宗次郎
木屋 宗次郎（きや　そうじろう、生没年不詳）は江戸時代から明治時代にかけて江戸の地本問屋。

## 来歴
紅木堂、木宗と号す。小森氏。安政嘉永から明治期に日本橋馬喰町4丁目佐吉店、または馬喰町3丁目10畔地で営業している。3代目歌川豊国、歌川芳艶、落合芳幾、昇斎一景、豊原国周、楊洲周延、歌川房種の錦絵を出版している。

## 作品
- 3代目歌川豊国 『日月星昼夜織分』 大判3枚続 錦絵 安政6年（1859年）
- 歌川芳艶 『頼光足柄山ニ怪童丸抱図』 大判3枚続 錦絵 安政6年
- 豊原国周　『うはばみのお由　沢村田之助』 大判 錦絵 慶応
- 落合芳幾 『俳優写真鏡』 大判 錦絵揃物 明治3年（1870年）
- 昇斎一景　『東京海運橋五階造為替会社之図』 大判3枚続 錦絵 明治6年（1873年）
- 楊洲周延　『高貴演劇遊覧之図』 大判3枚続 錦絵 明治20年（1887年）
- 歌川房種　『勧業博覧会之内器械場之略図』 大判3枚続 錦絵